# Batak

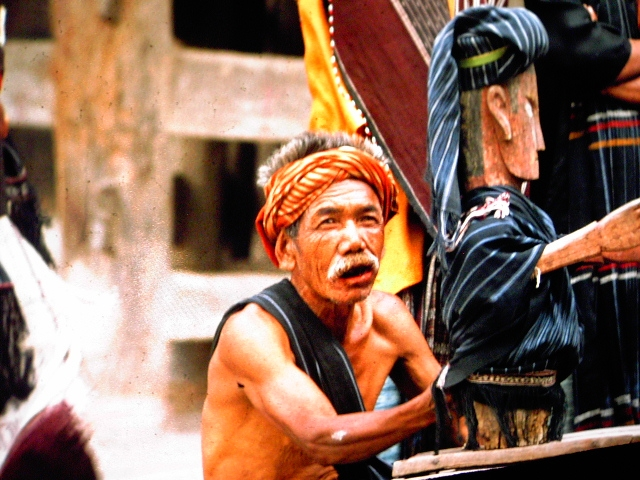
Puppenspieler der Toba-Batak

Die Batak sind ein indigenes Volk im Norden der indonesischen Insel Sumatra.

## Ethnie und Geschichte

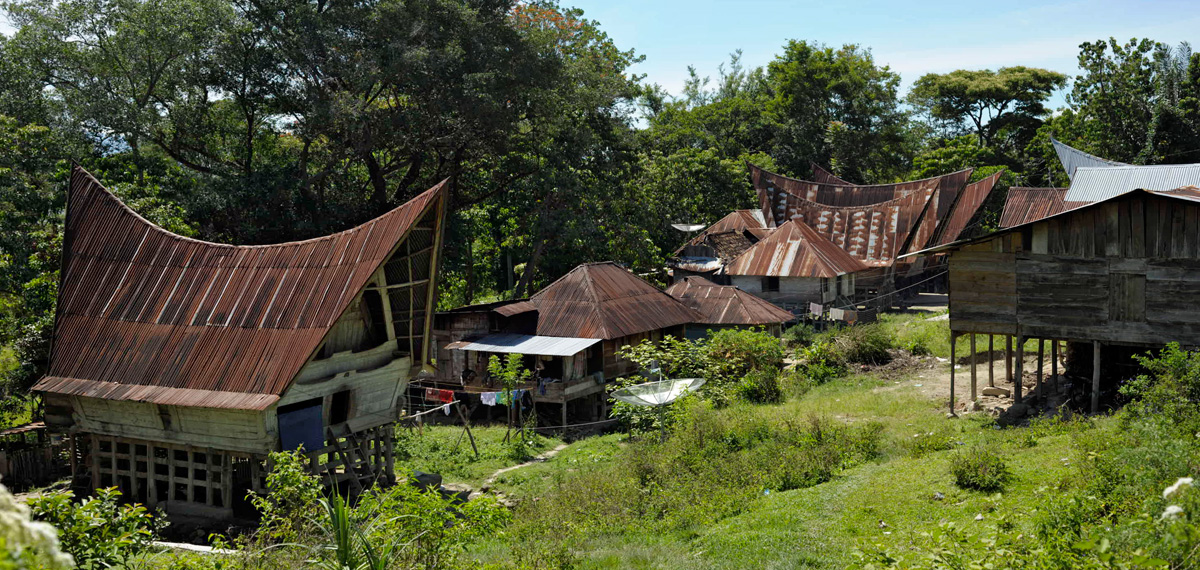
Batak-Dorf auf Samosir

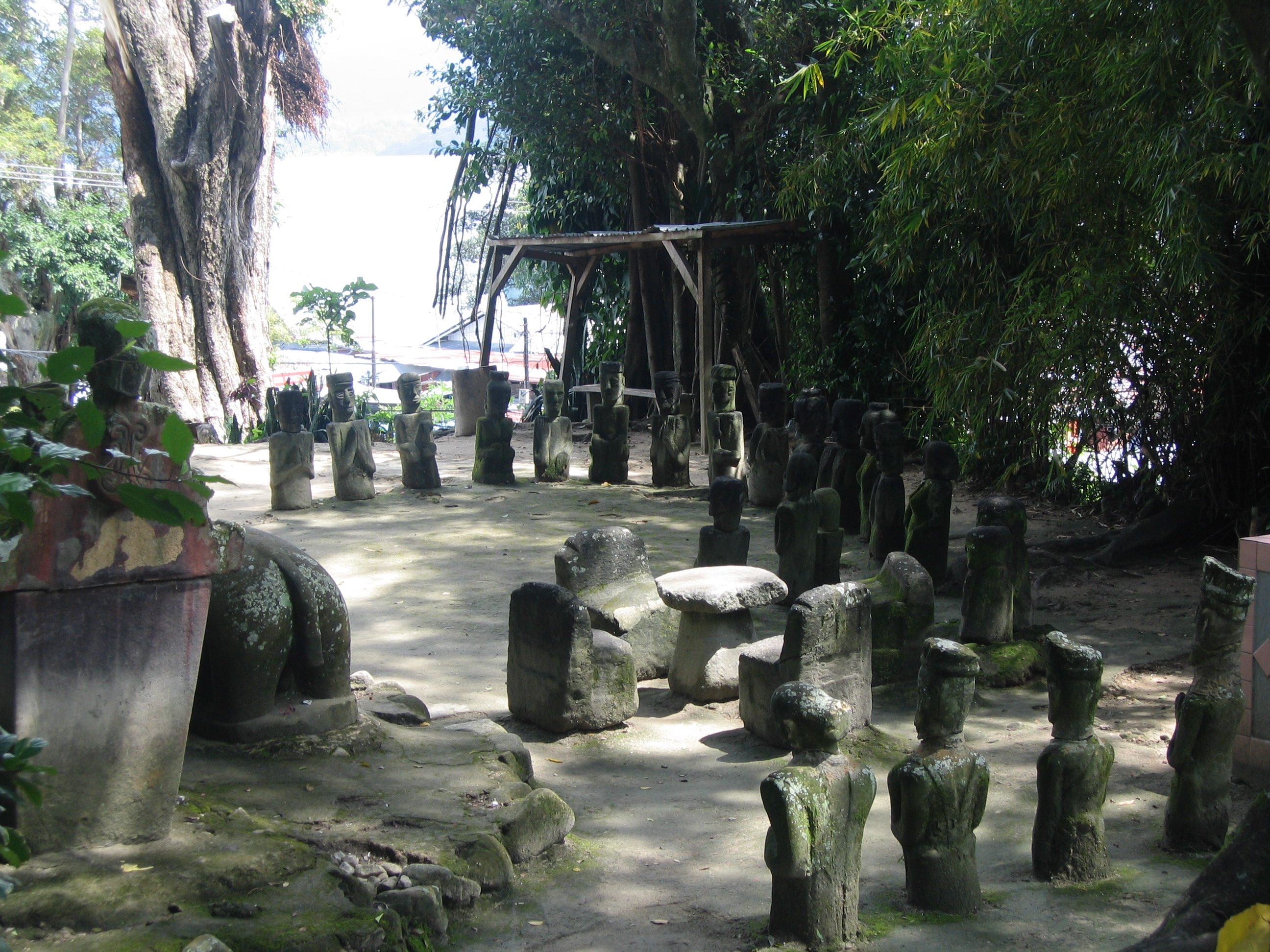
Gerichtsstätte der Batak auf Samosir

Das Volk der Batak wird in sechs Volksgruppen gegliedert, deren ursprüngliches Siedlungsgebiet auf Samosir, der Insel im Tobasee, liegt. Die größte Gruppe sind die Toba, die um die südliche Hälfte des Tobasees und auf Samosir siedeln. Südlich folgen die Angkola, die mit den Mandailing weiter südlich bis zur Grenze von Westsumatra zusammengefasst werden können. Die beiden letztgenannten Gruppen sind mehrheitlich Muslime und haben viele Traditionen aufgegeben, alle anderen Batak sind überwiegend christianisiert und haben viele alte Bräuche bewahrt. Die Karo leben nördlich des Sees im Hochland von Kabanjahe und Berastagi. Im Osten des Tobasees leben die Simalungun um Pematang Siantar. Die Pakpak, die auch Dairi genannt werden, siedeln im Nordwesten und Westen des Sees um Sidikalang.
Im Toba-Hochland leben insgesamt etwa 4,9 Millionen der insgesamt 6 Millionen Batak (Zensus 2000). Aus wirtschaftlichen Gründen ziehen jedoch immer mehr in die Hauptstadt von Nordsumatra, Medan, wo bereits etwa 20.000 bis 30.000 Batak leben. Angehörige des Volkes der Batak leben auch in Jakarta und in anderen Städten Sumatras und Javas.
Über die Herkunft der Batak sind verschiedene Theorien im Umlauf. Eine besagt, dass die Batak vermutlich in mehreren Einwanderungsschüben aus den Berggegenden Thailands und Birmas kamen und von dort zunächst die Westküste Sumatras erreichten. Linguistische Hinweise scheinen andererseits darauf hinzudeuten, dass die ersten austronesisch sprechenden Volksgruppen vor etwa 2.500 Jahren von Taiwan und den Philippinen über Borneo und Java Sumatra erreichten. Die Batak zogen sich jedenfalls irgendwann in das Toba-Hochland zurück und lebten dort lange weitgehend isoliert von den Küstenbewohnern. Obwohl schon Marco Polo bei seiner Vorbeifahrt an Sumatra 1292 von Gerüchten über menschenfressende Bergvölker, die er „Batta“ nennt, berichtet, bereisten erst 1824 die ersten Europäer das Land der Batak.
Die Batak kamen, verglichen mit den anderen Völkern Indonesiens, erst spät unter den Einfluss der holländischen Kolonialherrschaft. Erst 1907, mit dem Tod des letzten, charismatischen Priesterkönigs der Batak, Sisingamangaraja XII., der einen langjährigen Guerilla-Krieg gegen die Holländer geführt hatte, erlangten die Niederländer die vollständige Kontrolle über die Batak.

## Kultur und Religion

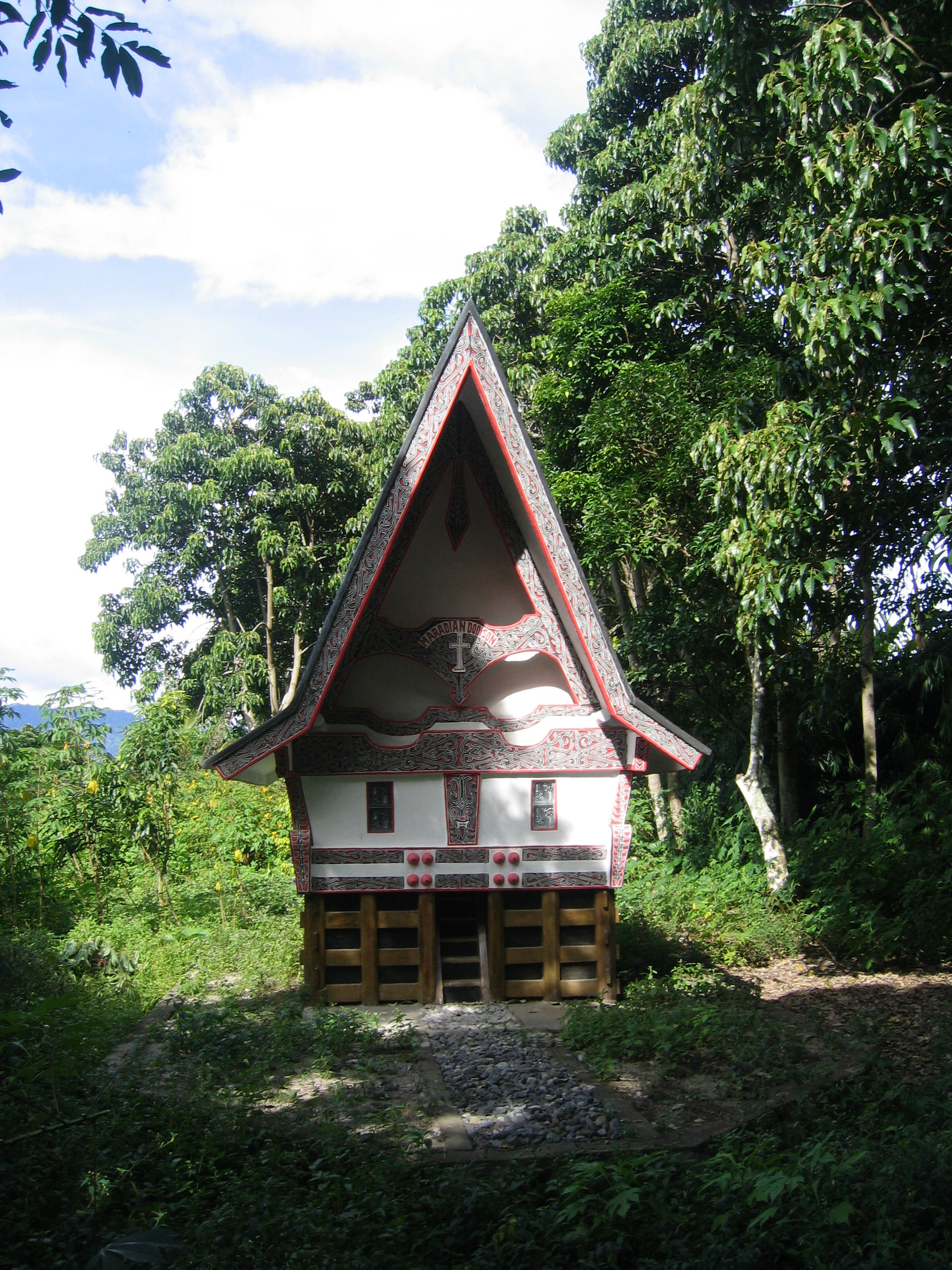
Ahnenhaus der Toba-Batak

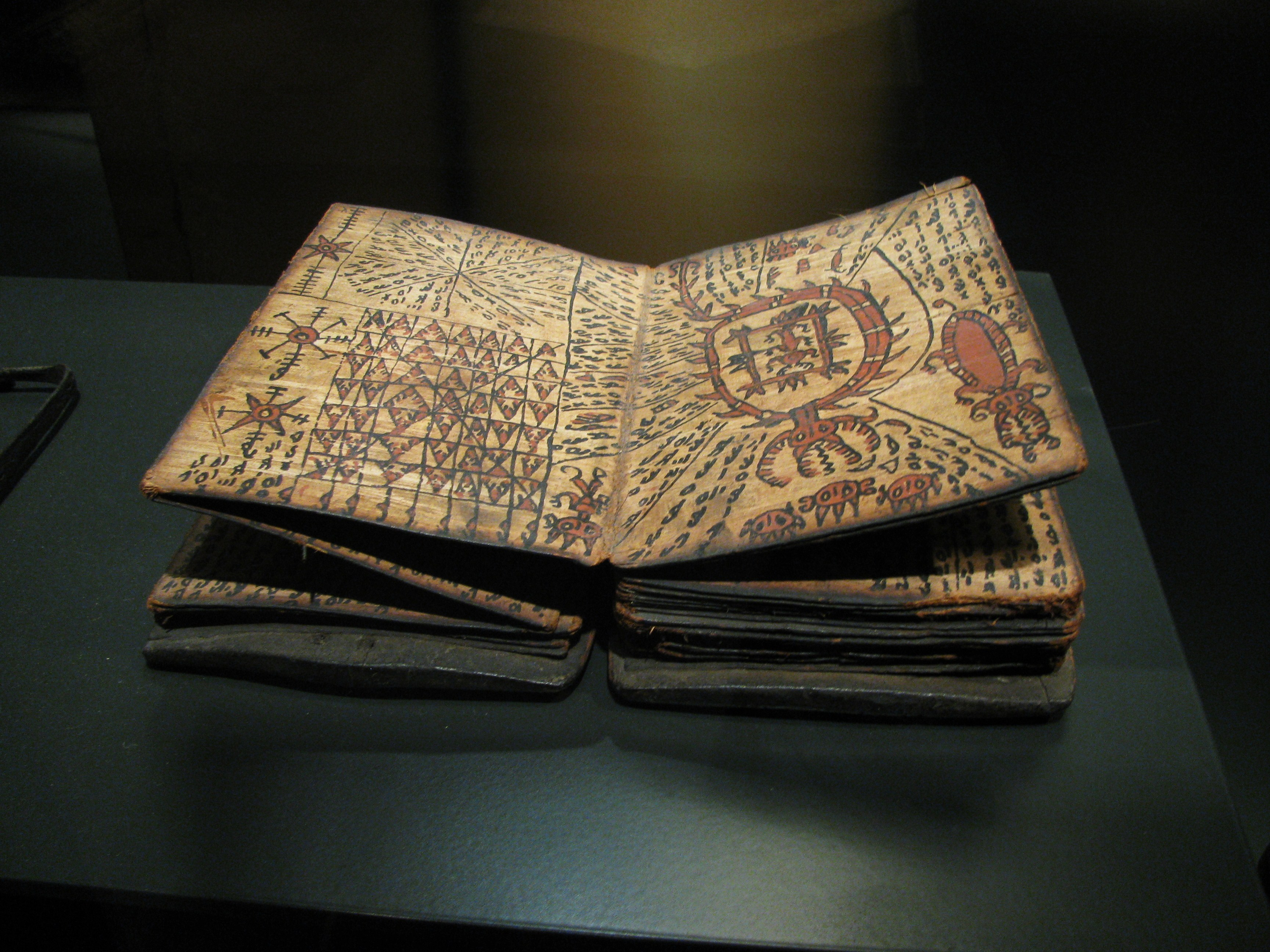
Zauberbuch der Toba-Batak, nach Art eines Leporello-Albums gefaltet

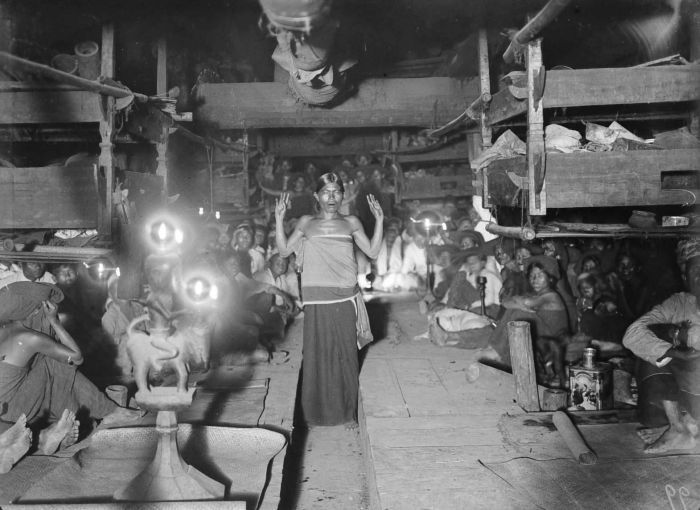
Tanzende Sibaso-Schamanin in Trance bei einer Perumah-bégu-Zeremonie, Karo-Batak-Region, Sumatra (1914/1919)

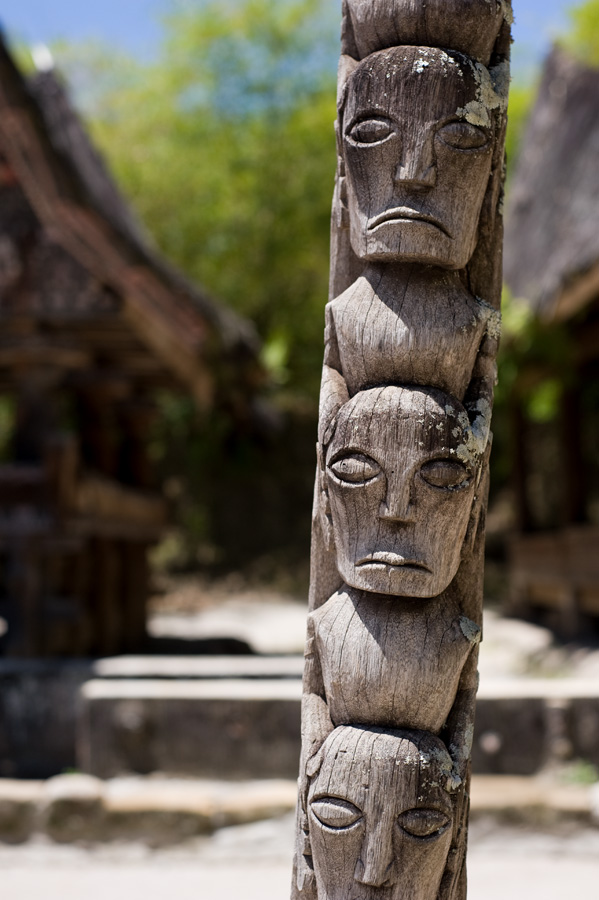
Batak-Totem

Der Legende nach stammen alle Batak von einem Götterhelden namens Si Raja Batak („König der Batak“) ab, der auf einem heiligen Berg in der Nähe des Tobasees geboren wurde.
Die Batak entwickelten eine kriegerische Kultur mit vielen Kämpfen zwischen den einzelnen Dörfern und praktizierten Kopfjägerei mit rituellem Kannibalismus. Ihre ethnische Religion ist animistisch mit hinduistischen Einflüssen. Belegt ist die rituelle Einnahme halluzinogener Pilze und die Verwendung von Pupuk als Zaubermittel. Zentral ist die Beschwörung des „Großen Schamanen“ in Gestalt des Tigergeistes, die Inkarnation der mythischen Ahnen und damit des eigenen Ursprungs. Wichtige Funktionsträger der alten Religion ist der Priester datu – der eine hohe soziale Stellung einnimmt – und der sibaso genannte Schamane.
Die Batak bestatten die Vornehmsten ihrer Toten in Ahnenhäusern, die ähnlich den Wohnhäusern mit Schnitzereien verziert sind, oder in steinernen Grabmälern, den Tugu. Die im traditionellen Glauben zentrale Ahnenverehrung wird vor allem im Fest der Knochenumbettung ausgedrückt. Es ist eine Zweitbestattung, bei der die Überreste von verstorbenen Familienangehörigen in teilweise aufwendig gestaltete Tugu umgebettet werden.
Die später eingeführten Religionen wie das Christentum und der Islam wurden von diesem Glauben stark mitgeprägt. Die christliche Missionierung geht weitgehend auf die Arbeit des deutschen Missionars Ludwig Ingwer Nommensen und auf die Rheinische Missionsgesellschaft ab ungefähr 1860 zurück. 1866 bis 1872 wurde Nommensen vor Ort von August Schreiber unterstützt. Etwa 85 Prozent der Batak sind heute Christen, wobei die meisten der eigenständigen, 1917 gegründeten Batak-Kirche Huria Kristen Batak Protestan (HKBP) angehören.
Es gibt Minderheiten von Muslimen (10 %) und viele Batak, die ihre ursprüngliche Religion praktizieren. Auch unter den christianisierten Batak spielen Elemente des alten Ahnenkultes eine wichtige Rolle, bis hin zur Ausübung okkulter Praktiken, z. B. des sogenannten „Begu-Ganjang“-Glaubens.
In der Kultur der Batak spielte der Porhalaan, ein Mondkalender, eine wichtige Rolle, der aber nicht der Zeitrechnung, sondern kultischen Zwecken diente.
Die soziale Struktur wird hauptsächlich von einer komplizierten Clan-Kultur bestimmt. Wesentliches Element ist dabei die Marga (Clan), dessen Name von den meisten Batak heute wie ein Nachname geführt wird. So sind zum Beispiel Ehen von Mitgliedern derselben Marga streng verboten, auch wenn die betroffenen Personen nur weitläufig miteinander verwandt sind; eine Ehe zwischen Cousin und Cousine der mütterlichen Linie (Boru) dagegen ist kein Problem und wird sogar oft arrangiert. Auch verheiratete Frauen tragen weiterhin den Namen ihrer Geburts-Marga mit dem Vorsatz Boru und nehmen nicht den Nachnamen ihres Ehemannes an.
Die Batak gelten als herausragende Sänger und Musiker und spielen in der zeitgenössischen indonesischen Musik eine bedeutende Rolle. Die moderne Musik wird als Batak-Rock bezeichnet.
Opera Batak heißt das Wandertheater, das von einem Orchester bestehend aus zwei hasapi (bootsförmige Lauten), sarune (Oboe), sulim (Querflöte), garantung (Xylophon mit fünf Platten) und meist einer Bierflasche als Taktgeber begleitet wird. Ansonsten verwenden die Batak in der traditionellen Musik Formen der weit verbreiteten zweifelligen Trommel gendang und der Buckelgongs, die bei den Toba, Pakpak und Mandailing ogung genannt werden. Anstelle der Trommeln schlagen die Karo-Batak bei der zeremoniellen Musik im Haus die Bambusröhrenzithern keteng-keteng. Die heute seltenen Maultrommeln gehören zu den wenigen Instrumenten, die früher von Frauen gespielt wurden. Die beiden Maultrommeltypen saga-saga (aus Palmholz) und genggong (aus Metall) dienten vor allem der nächtlichen Brautwerbung.

## Bataksprachen
Es gibt mit Angkola-, Mandailing-, Toba-, Pakpak-, Simalungun- und Karo-Batak sechs verschiedene Bataksprachen. Alle haben ein eigenes Alphabet und einen eigenen Lautbestand mit eigenen korrespondierenden Schriftzeichen. Dabei fasst man drei Sprachgruppen zusammen: Nord-Batak (Pakpak- und Karo-Batak, auch Karonesisch), Zentral-Batak (Simalungun-Batak) und Süd-Batak (Angkola-, Mandailing- und Toba-Batak). Innerhalb jeweils einer dieser Sprachgruppen ist es möglich zu kommunizieren, da die Sprachen sich sehr ähneln. Gruppenübergreifend ist eine Verständigung aber nicht ohne weiteres möglich. Zur überregionalen Kommunikation musste man sich einer lingua franca bedienen, wozu meistens die seit vielen Jahrhunderten durch Händler verbreitete Malaiische Sprache diente, aus der auch die heutige Nationalsprache Indonesiens, Bahasa Indonesia, hervorgegangen ist.
Jede der sechs genannten Sprachen verfügt über eine eigene Schrift. Die Forscher der batakischen Schrift waren sich nach Kenntniserlangung schnell darüber einig, dass die Schriften – wie alle indonesischen Schriften – aus einer indischen Schrift herleiten lassen. Unklar ist bis heute, aus welcher der zahlreichen indischen Schriften sie sich herleiten lässt. Man geht allerdings von einer Derivation aus der altjavanischen Kawi-Schrift aus, aus der sich eine frühsumatrische Schrift entwickelt haben soll. Die Schriftzeichen sind einander sehr ähnlich und eng mit den sumatranischen Schriftsystemen von Lampung und Rejang verwandt. Die Batak-Schriften verfügen über achtzehn Konsonantenzeichen. Ohne weitere Modifikation ist jedem Konsonanten der Laut a inhärent. Zur Bezeichnung anderer Vokale gibt es vier Vokalzeichen.

## Architektur

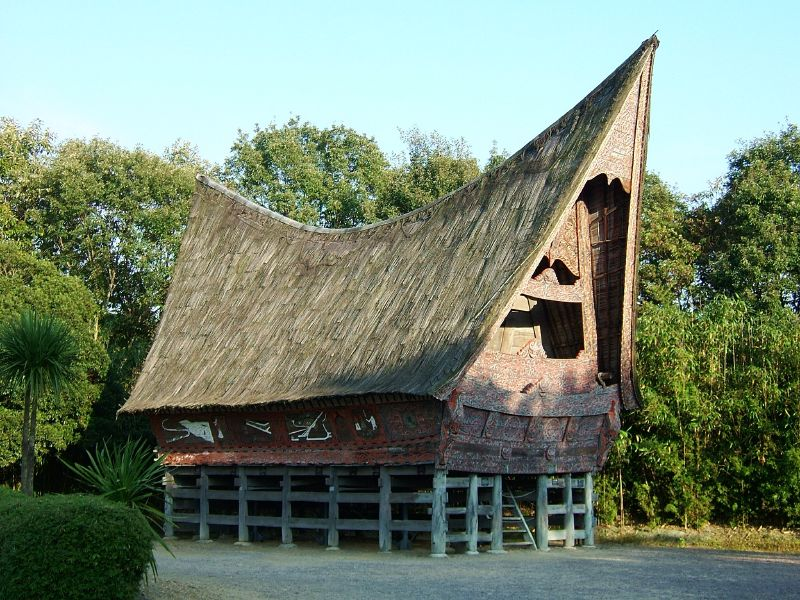
Haus der Toba-Batak

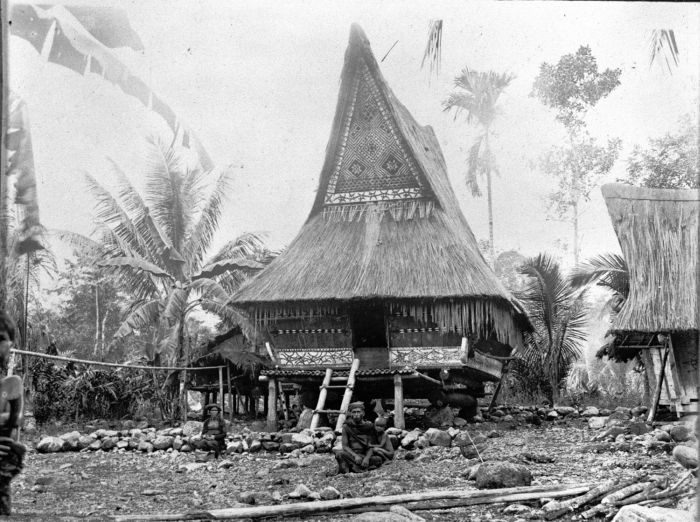
Haus der Karo-Batak (1900/10)

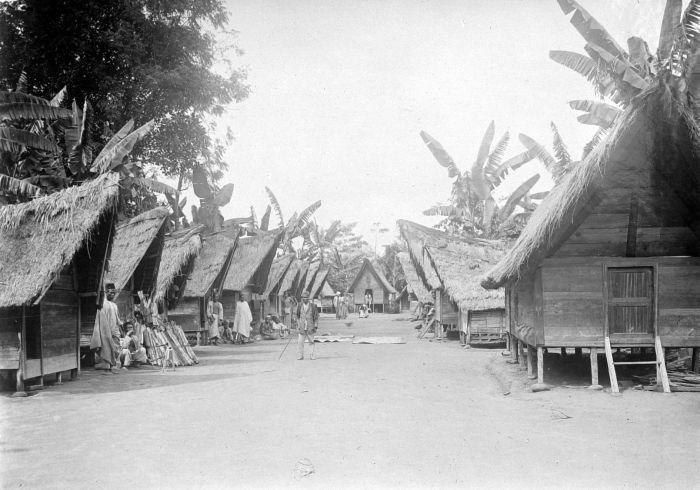
Dorf der Toba-Batak (1910/36)

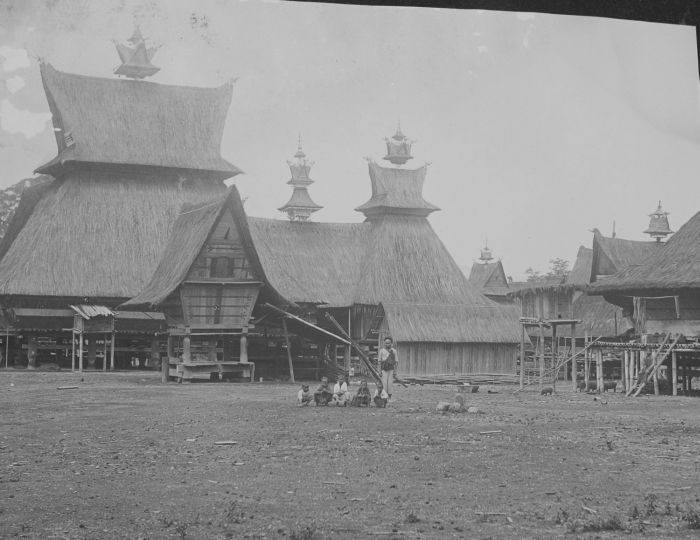
Dorf der Karo-Batak (um 1900)

Die Batak-Häuser erinnern mit ihren mächtigen gebogenen Satteldächern an die Häuser der Bewohner des Toraja-Landes in Sulawesi. Es sind Holz-Skelettbauten, die traditionellerweise mit Stroh gedeckt werden. Heute ist an die Stelle des Strohs oft eine Wellblechdeckung getreten.
Die unterschiedlichen Gruppen der Batak haben je charakteristische Haus- und Architekturformen entwickelt. Grob lässt sich ein dreiteiliger Aufbau aus Unterbau, Wandzone und Dach unterscheiden. Die Häuser stehen auf Pfählen, ihre Vorder- und Rückwände sind nach außen geneigt und mit Schnitzereien oder dekorativen Verschnürungen versehen. Symbolisch entspricht der schmucklose Unterbau der Sphäre der Unterwelt und der animalischen Begierden. Mitunter wird hier Unrat gelagert oder es werden Schweine gehalten. Der darüber liegende Aufenthaltsort der Bewohner – er entspricht von außen der Wandzone – ist die Sphäre des Menschlichen. Der große Bereich der voluminösen und verzierten Dächer ist annähernd frei von praktischer Nutzung.
Auf der symbolischen Ebene ist dies die Zone der Ahnen und Götter. Nach einer anderen Auffassung sollen die Dächer an die Boote erinnern, mit denen die Vorfahren der Batak einst über das Meer kamen. Bei den Karo-Batak sind die Giebelenden eines Hauses häufig mit geschnitzten Büffelköpfen verziert. Bemalungen finden sich in der Wandzone, vor allem aber an den Giebelseiten. Die vorherrschenden Farben sind Weiß, Schwarz und Rot, die den Himmel, die Hölle und die Erde symbolisieren sollen.
Bei den Karo-Batak sind große Haustypen üblich, in denen mehrere Familien einer Sippe in einem einzigen großen Raum zusammenleben. Demgegenüber sind die Häuser der Toba-Batak deutlich kleiner und für eine einzige Familie ausgelegt. Angesichts der gesellschaftlichen Entwicklungen, die auch in Sumatra einen Trend weg vom großen Verband der Sippe einleiten, haben die Haustypen der Toba-Batak daher eine bessere Überlebenschance und haben sich in größerer Zahl erhalten.
Die traditionelle Architektursprache ist für die Ethnien der Batak ein lebendiges Element der kulturellen Identität. So finden sich Elemente der traditionellen Baukunst auch teilweise in modernen Verwaltungsbauten, Läden oder christlichen Kirchen.